# Hugh Griffith
Hugh Emrys Griffith (født 30. maj 1912, død 14. maj 1980) var en walisisk teater- og filmskuespiller. I begyndelsen af 1940'erne blev Griffith teaterskuespiller i London. Han blev senere internationalt kendt gennem forskellige roller i britiske og amerikanske filmproduktioner i 1950'erne og 1960'erne. Waliseren, der havde meget særprægede ansigtsegenskaber optrådte i forskellige genrer. I 1959 spillede han rollen som Sheik Ilderim i den episke filmklassiker Ben Hur, for hvilken han modtog en Oscar for bedste mandlige birolle. I 1964 blev han igen nomineret til Oscar for sin præstation i Tom Jones. Griffith var gift med Adelgunde Margaret Beatrice von Dechend (1911-1983), et barnebarn af den preussiske bankmand Hermann von Dechend.